# Dimethylhexasulfid
Dimethylhexasulfid ist eine organische chemische Verbindung aus der Gruppe der organischen Polysulfide.

## Vorkommen
Dimethylhexasulfid kommt in Knoblauchöl vor.

## Darstellung
Bei der thermischen Zersetzung von Dimethyltetrasulfid entsteht Dimethylhexasulfid neben anderen Oligosulfiden.